# Anthony Leggett
Anthony James (Tony) Leggett, KBE, FRS, (Camberwell (Londen), 26 maart 1938) is een Brits natuurkundige. Hij is John D. and Catherine T. MacArthur Chair en Center for Advanced Study Professor in de natuurkunde aan de Universiteit van Illinois te Urbana-Champaign.
Leggett wordt gezien als leidend wetenschapper op het gebied van de theorie van lage-temperatuur natuurkunde. In 2003 kreeg hij samen met Aleksej Abrikosov en Vitali Ginzburg, voor hun pionierswerk op het gebied van superfluïditeit, de Nobelprijs voor de Natuurkunde.

## Biografie
Na de lokale katholieke basisschool in Upper Norwood, Zuid-Londen, en het Beaumont College verkreeg hij in december 1954 een studiebeurs voor het Baliol College, onderdeel van de universiteit van Oxford. Aanvankelijk studeerde hij er klassieke talen (B.A. in 1959), maar veranderde vervolgens van studierichting en begon hij aan een studie natuurkunde aan het Merton College. In 1961 behaalde hij zijn bachelordiploma en in 1964 promoveerde hij bij Dirk ter Haar. Van augustus 1964 tot augustus 1965 spendeerde hij een periode als postdoc-student aan de universiteit van Illinois te Urbana-Champaign (UIUC). Het jaar erop maakte hij deel uit van de onderzoeksgroep van hoogleraar Takeo Matsubara aan de Universiteit van Kioto te Japan.
Van 1967 tot 1983 was hij docent aan de universiteit van Sussex. In de lente van 1982 accepteerde hij het aanbod van de universiteit van Illinois te Urbana-Champaign om er MacArthur Professor of Physics te worden. Na een kort verblijf van acht maanden (die hij reeds had toegezegd) aan de Cornell-universiteit arriveerde hij in de herfst van 1983 in Urbana.
Leggetts onderzoek is met name gericht op superfluïditeit en supergeleiding. Het verschijnsel dat de isotoop 3He, een fermion, beneden de 2 millikelvin supervloeibaar wordt (in 1972 ontdekt door Robert C. Richardson, David M. Lee en Douglas Osheroff) werd door Leggett theoretisch verklaard met behulp van de BCS-theorie.

## Erkenning

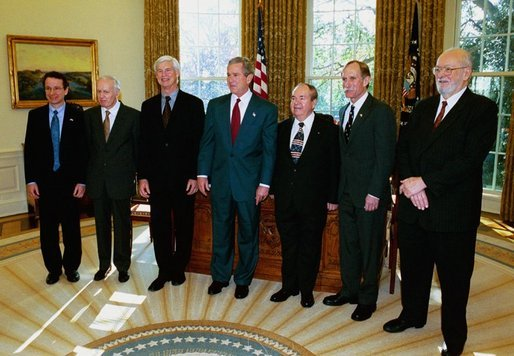
Anthony Leggett (tweede links) met de andere Amerikaanse Nobelprijswinnaars in 2003

Naast de Nobelprijs (samen met de Russische fysici Aleksej Abrikosov en Vitali Ginzburg) werd hij ook onderscheiden met de Maxwell-medaille (1975), Sir Francis Simon Memorial Award (1981) en de Paul Dirac Medal and Prize (1991), drie onderscheiding van het Britse Institute of Physics, de Fritz Londen Memorial Award (1981) en de Wolfprijs (2002/03, samen met Bertrand Halperin). In 2004 werd hij door koningin Elizabeth II geridderd "voor diensten aan de natuurkunde" en sindsdien mag hij als sir benoemd worden.